# Ussita
Ussita – miejscowość i gmina we Włoszech, w regionie Marche, w prowincji Macerata.
Według danych na rok 2004 gminę zamieszkiwały 422 osoby, 7,7 os./km².
Urodził się i zmarł tutaj sekretarz Świętej Kongregacji Rozkrzewiania Wiary abp Filippo Bernardini.